# Nina Koppang
Nina Beate Koppang, född 31 maj 2002 i Vadstena, är en svensk handbollsspelare som spelar för IK Sävehof.

## Karriär

### Klubblagsspel
Koppang började spela handboll i moderklubben Vadstena HF. Hon spelade också fotboll i Vadstena GIF. 2018 flyttade hon från Vadstena för att gå på Katrinelundsgymnasiet i Göteborg , och började då spela handboll i IK Sävehofs ungdomslag. Hon fortsatte också med fotbollen och spelade i Göteborgs FC:s ungdomslag, dock bara ett halvår, innan hon bestämde sig för att sluta och istället satsa fullt ut på handbollen.
2020/21 gjorde hon sin första säsong i IK Sävehofs seniorlag. Hon var med och tog SM-guld 2022. Säsongen 2022/2023 vann hon både Svenska cupen och SM-guld.

### Landslagsspel
Nina Koppang har tidigare spelat i svenska F16/02-landslaget i fotboll.
I handbollen har hon varit med och tagit silvermedalj i U17-EM 2019. 2021 deltog hon i U19-EM, där Sverige kom på fjärde plats. Hon blev då invald till All-Star Team som bäste högernia. Hon gjorde debut i A-landslaget i april 2021, i VM-kval mot Ukraina, då hela Sveriges ordinarie trupp fick bytas ut på grund av Coronasmitta i truppen. Hon blev uttagen att delta i EM 2022, vilket blev hennes mästerskapsdebut.

## Meriter
- Svensk mästare 2022 och 2023 med IK Sävehof
- Svensk cupmästare 2023 och 2024 med IK Sävehof

## Privat
Nina Koppang är yngre halvsyster till fotbollsspelaren Stina Blackstenius. Föräldarna heter Nils Koppang och Lena Wiberg.